# Narok County
Narok County (bis 2010 Narok District) ist ein County in Kenia. Die Hauptstadt des Countys ist Narok. Im County lebten 2019 1.157.873 Menschen auf 17.921,2 km². Das County grenzt im Süden an Tansania.

## Geografie
Zwei Drittel der Fläche des Narok Countys gelten als Halbwüste. Narok liegt 1000–3000 m über dem Meeresspiegel. In den höheren Lagen gibt es mineralreiche „vulkanische“ Böden. Dort werden Weizen, Gerste, Mais, Bohnen und Kartoffeln angepflanzt, außerdem betreiben die Menschen Schafzucht und Milchwirtschaft. In den tieferen Lagen findet hauptsächlich Viehzucht statt.
Die Wasserversorgung des Countys gestaltete sich zunehmend schwieriger, der durchschnittlich zurückzulegende Weg zu einer Wasserstelle stieg 2006 von 5 km auf 18 km an. Im Februar 2012 dagegen betrug der durchschnittlich zurückzulegende Weg zu einer Wasserstelle zwischen 5 und 12 km. Ebenfalls schlecht stellte sich 2005 die Ernährungssituation im County dar, 23 % der Einwohner waren unzureichend ernährt und waren auf Lebensmittelspenden angewiesen, 52 % der Bevölkerung lebte unterhalb der Armutsgrenze.
Im Narok County befindet sich das Naturschutzgebiet Masai Mara.
Trotz des 2001 erlassenen Verbotes der Beschneidung weiblicher Genitalien findet diese im Narok County nach wie vor (Stand: 2010) in großer Zahl statt.

## Gliederung
Das County teilt sich in Councils und Divisionen auf. Es gibt drei Wahlbezirke, Kilgoris, Narok North und Narok South. Im Rahmen der Verfassung von 2010 wurden die Distrikte Narok North, Narok South, und Trans Mara unter der neuen Bezeichnung Narok County vereinigt.
| Sitz der Behörde | Typ    | Einwohner (1999) |
| ---------------- | ------ | ---------------- |
| Narok            | Stadt  | 041.092          |
| Narok County     | County | 324.658          |
| Gesamt           | -      | 365.750          |

| Division   | Einwohner (1999) | Hauptstadt |
| ---------- | ---------------- | ---------- |
| Central    | 041.162          | Narok      |
| Loita      | 015.557          |            |
| Mara       | 041.964          |            |
| Mau        | 077.686          |            |
| Mulot      | 068.432          |            |
| Olokurto   | 044.326          |            |
| Ololulunga | 053.828          | Ololulungu |
| Osupuko    | 022.795          |            |
| Gesamt     | 365.750          | -          |

## Söhne und Töchter des Countys
- Daniel Rudisha (1945–2019), Sprinter
- Billy Konchellah (* 1961), Leichtathlet
- Patrick Konchellah (1968–2009), Mittelstreckenläufer
- David Lekuta Rudisha (* 1988), Mittelstreckenläufer
- Alex Korio (* 1990), Langstreckenläufer, 10 km, Halbmarathon